# Elsemieke Hillen
Francisca Elisabeth Maria Hillen (La Haya, 30 de septiembre de 1959) es una exjugadora neerlandesa de hockey sobre césped.

## Trayectoria
Hillen debutó en la selección de Países Bajos en 1978. En Los Ángeles 1984 tuvo su primera participación olímpica y obtuvo la medalla de oro.